# Герпес простий
Ге́рпес прости́й (грец. ἕρπης — повзучий, лат. simplex — простий; англ. cold sores) — хронічна рецидивна антропонозна патологія, яку спричинюють герпесвіруси людини 1 та 2 типів (ГВЛ-1 та ГВЛ-2) або ще їх називають вірусами простого герпесу типу 1 і типу 2 (ВПГ-1 та ВПГ-2) (англ. Herpes simplex virus type 1 (HSV-1) and type 2 (HSV-2)), яка перебігає локалізовано з везикульозними (пухирцевими) висипаннями на шкірі і слизових оболонках, та/або генералізовано з поліорганними ураженнями.
Хворобу у просторіччі неправильно іменують «лихоманкою», існує також некоректна назва «лихоманка на губах». У англомовному світі також відома як англ. fever blisters — «гарячкові пухирці».
Термін «герпес» чи «герпетична інфекція» історично застосовують тільки для означення уражень губ і геніталій, які спричинюють герпесвіруси людини 1 та 2 типів.

## Історичні відомості
Згадки про герпес сягають часів Гіппократа, який спостерігав характерні висипання на губах та слизовій оболонці рота в поєднанні з підвищеною температурою і назвав їх «гарячковий герпес». Римський імператор Тиберій заборонив цілуватися в Римі у зв'язку з тим, що багато людей мали пухирці на губах. Тоді ж видатний римський енциклопедист Авл Корнелій Цельс, відомий своїми роботами з медицини, пропонував припікати ці пухирці розпеченим залізом. У XVI ст. Вільям Шекспір у трагедії «Ромео і Джульєтта» зазначив, що є пухирці «над губами дам». Термін «герпес» у медицині відомий з фундаментальної роботи англійського лікаря Р. Болтона «Система раціональної та практичної хірургії» (1713 р.). Тоді ж лікар французького короля Ж. Астрюк описав характерні висипання на статевих органах («генітальний герпес»), які були настільки поширені серед повій, що ці прояви називали «професійною хворобою жінок». Астрюк вважав їх окремою венеричною хворобою. В 1873 р. французький дерматолог Ж. Відаль навів докази того, що ці пухирцеві висипання є заразними. У 1912 р. німецький офтальмолог В. Грютер ввів в кон'юнктиву кроля вміст пухирців від хворої людини, отримав типове запалення і знайшов окремі вірусні частки у ексудаті. У 1919 р. німецький патолог А. Льовенштайн вперше повністю описав вірус у запальному ексудаті, взятому від хворого. В 1921 р. австрійський патолог та мікробіолог Б. Ліпшютц так само зміг відтворити кон'юнктивальну інфекцію у кролів після введення вмісту пухирців людського генітального герпесу. У 1925 р. американські патологи Ф. Паркер та Р. Ніє вперше отримали вірус (ВПГ-1) у культурі клітин. В 1959—1962 рр. радянськими епідеміологами А. К. Шубладзе, Чжу—шань та німецькими вірусологами К. Шнівейсом і М. Брандісом встановлено наявність антигенної різниці між ВПГ-1 та ВПГ-2, що дало змогу ефективно диференціювати їх. У 1968 р. американським педіатром А. Нахмієсом та вірусологом У. Даудлом виявлено в крові людей антитіла до ВПГ-1 та ВПГ-2, встановлено, що інфекція одним типом не захищає від зараження іншим.

## Актуальність
За висновками експертів ВООЗ простий герпес є однією з найпоширеніших неконтрольованих інфекцій людини. Також ВПГ вважають найбільш широко розповсюдженими вірусами з родини Herpesviridae. Збудників або їх антигени виявляють у 80-90 %, a антитіла — практично у 100 % дорослих осіб на земній кулі, у 10-20 % з яких відзначають клінічні прояви. Особливу увагу до герпетичних інфекцій медична спільнота приділила у другій половині XX ст. через виявлення ролі вірусів герпесу в ураженнях очей, ЦНС, можливості виникнення генералізованих форм тощо. За даними ВООЗ, захворювання, які спричинюють ВПГ, займають 2-е місце після грипу та ГРВІ як причина смерті від вірусних інфекцій. Простежують тенденцію до неухильного зростання в людській популяції захворюваності на герпетичну інфекцію, чому сприяє зростаюче поширення імуносупресії та імунодефіцитів.
Генітальний герпес є однією з нагальних проблем сучасної медицини у всьому світі: у США щорічно реєструють понад 600 000 нових випадків генітального герпесу, не враховуючи 6-10 млн випадків рецидивуючого герпесу. Між 1978 та 1991 рр. поширеність генітального герпесу в Північній Америці зросла на 30 %. За деякими оцінками, одна п'ята населення США інфікована ВПГ-2.
У світі приблизно 3,8 мільярдів людей у віці до 50 років (67 %) мають хворобу, яку спричинює ВПГ-1. Приблизно 519,5 млн людей у віці 15-49 років (11 %) мають хворобу, яку спричинює ВПГ-2.

## Етіологія
Збудники належать до роду Simplexvirus, родини Herpesviridae, ДНК-вмісні. За антигенною структурою ВПГ розділяють на 2 типи (види): ВПГ-1 та ВПГ-2. У той же час гомологічність між ними становить 50 %. Вірусний геном упакований в капсид правильної форми, покритий ліпідовмісною оболонкою з шипоподібними виступами. Нуклеокапсид містить групоспецифічні білки, зовнішня оболонка — типоспецифічні. При потраплянні в цитоплазму ураженої клітини вивільняється нуклеокапсид, який занурюється в ядро клітини, де починає накопичуватися вірусна ДНК та  синтезуються білки вірусу (структурні та неструктурні). Структурні пептиди потім мігрують до ядра, де розпочинається збирання нуклеокапсиду та накопичення дозрілих вірусів. Цей процес спричинює цитопатичний ефект — виникають гігантські клітини з внутрішньоядерними включеннями. Особливістю ВПГ, як і інших герпесвірусів, є здатність до тривалого збереження в інфікованих клітинах у неактивному стані (латенція).
ВПГ термолабільні, гинуть при температурі 50°С за 30 хвилин, при 100°С — за 5 хвилин. Стійкі до низьких температур, їх інактивує ультрафіолетове опромінювання, жовч, органічні жиророзчинники.
Детальніші відомості з цієї теми ви можете знайти в статті Вірус простого герпесу.

## Епідеміологічні особливості

### Джерело і резервуар інфекції
Джерелом інфекції є хвора людина або вірусоносій. Епідемічно небезпечними є як хворі під час рецидиву, так і вірусоносії, або хворі під час асимптоматичної реактивації герпетичної інфекції.

### Механізми і шляхи передачі
ВПГ передаються різноманітними механізмами передачі:
- повітряно-крапельним (аерозольним),
- контактним, у тому числі, й статевим шляхом;
- фекально-оральним;
- вертикальним;
- гемоконтактним, у тому числі, й при трансплантації органів.

Для аерозольного передавання герпетичної інфекції потрібний тісний контакт через те, що вірус є нестійким до висихання. Тому сильніше передавання йде при наявності ВПГ в слині. Інтенсивно передається вірус контактно через мінімально пошкоджену шкіру або слизові, в тому числі, й статево. Проникнення найчастіше відбувається в рото-носовій ділянці, через кон'юнктиву, слизову рота, статевих органів, шийку матки тощо.

### Сприйнятливий контингент та імунітет
Природна сприйнятливість людей висока, однак частіше спостерігають безсимптомне носійство вірусу або малосимптомні форми хвороби. Різні провокуючі фактори (переохолодження, стрес, фізична травма, супутні захворювання, тривале лікування глюкокортикостероїдами (ГКС), імунодепресантами, радіоактивне опромінення, різні імунодефіцитні стани) сприяють постійному збільшенню кількості інфікованих і переходу інфекції з латентного стану в маніфестний. Відзначено конституціональну схильність до герпетичної інфекції, що виражається у постійних рецидивах. У районах помірних широт характерне збільшення кількості людей з активними проявами простого герпесу в осінньо-зимовий період.

## Патогенез

### Первинне інфікування
Хоча простий герпес є однією з найбільш вивчених вірусних інфекцій, патогенез персистенції, реактивації та асимптоматичного перебігу все ще залишається недостатньо з'ясованим. Згідно з сучасними знаннями, вірус, що потрапив зовні на шкіру або слизову оболонку при первинній інфекції, сягає нервових закінчень та через ретроградний аксон піднімається до нервових гангліїв. Морфологічним елементом герпетичного висипу на шкірі є папули, що згодом перетворюються на везикули до 0,5 см в діаметрі, з серозним або серозно-геморагічним вмістом, які виникають за рахунок балонної дистрофії; при розриві їх утворюються мокнучі ерозії, що в подальшому епітелізуються. Тим часом у гангліях виникає гостре інфікування, при якому вірус реплікується у нервових або в інших клітинах ганглію. При ураженні ВПГ-1 частіше за все реплікація йде в ганглії трійчастого нерву, при ВПГ-2 — у сакральних гангліях S2-S5. Потім по еферентних шляхах, представлених периферичними чутливими нервовими закінченнями, активний вірус мігрує, приводячи до дисемінованої шкірної інфекції. Поширення ВПГ по периферичних чутливих нервах у шкіру пояснює факт значного залучення нових поверхонь і високу частоту нових висипань, що знаходяться на значній відстані від ділянок первинної локалізації везикул. Це явище характерне як для осіб з первинним генітальним герпесом, так і для хворих з оролабіальним герпесом. У подібних хворих ВПГ можна виділити з нервової тканини, яка знаходиться далеко від нейронів, що іннервують місце первинного потрапляння вірусу. Інфільтрація ВПГ у навколишні тканини обумовлює поширення вірусу по слизових оболонках. Ця активна інфекція триває протягом 2-4 тижнів.

### Подальші стадії
Потім ВПГ переходить у стан персистенції, яка є причиною латентного перебігу герпесу. Геном ВПГ було ідентифіковано в гангліях людей з рецидивуючим герпесом у періоді ремісії. За певних умов відбувається активація вірусу, унаслідок чого виникає черговий рецидив. Факторами, які провокують рецидив та послаблюють напруженість інфекційного імунітету, можуть бути інтеркурентні інфекції, підвищена інсоляція, радіоактивне опромінення, імунодепресія, прийом великих доз чи тривале вживання ГКС, посилене вироблення адреналіну, менструація, механічне подразнення (статевий акт). При дослідженні штамів ВПГ, яких було виділено у хворих з різних місць ураження, встановлено їх ідентичність, однак у хворих з імунодефіцитами виділені з різних місць штами істотно розрізнялися, що свідчить про роль суперінфекції у виникненні тяжких уражень в імуноскомпрометованих людей. У формуванні імунітету проти ВПГ відіграють роль чинники як клітинного, так і гуморального імунітету. У осіб з ослабленим імунітетом (особливо при СНІДі) латентна інфекція переходить у маніфестну, а ці форми перебігають значно тяжче, ніж в осіб з нормальною діяльністю імунної системи, з вираженою вірусемією і утворенням вогнищ некрозу в ЦНС, печінці, нирках, надниркових залозах, селезінці, легенях, стравоході та кістковому мозку. Запальна перифокальна реакція при цьому відсутня.

## Клінічні прояви

### Класифікація
На сьогодні єдиної загальноприйнятної клінічної класифікації не розроблено. На даний момент згідно МКХ-10 у розділі I «Деякі інфекційні та паразитарні хвороби», блоці «Вірусні інфекції, які характеризуються ураженням шкіри та слизових» включено "Інфекції, спричинені вірусом простого герпесу [herpes simplex] (код В00), в яких вирізняють:
- герпетична екзема (В00.0);
- герпетичний везикульозний дерматит (В00.1);
- герпетичний гінгівостоматит та фаринготонзиліт (В00.2);
- герпетичний менінгіт (В00.3+) та енцефаліт (В00.4+);
- герпетична хвороба очей (В00.5);
- дисемінована герпетична хвороба (В00.7);
- інші форми герпетичної інфекції, включаючи гепатит та панарицій (В00.8);
- неуточнені форми герпетичних інфекцій (В00.9).

У блоці «Інфекції, що передаються переважно статевим шляхом» включена «Аногенітальна герпетична вірусна інфекція [herpes simplex]» (код А60), що містить:
- герпетичні інфекції статевих органів й сечостатевого тракту (А60.0);
- герпетичні інфекції періанальних ділянок шкіри й прямої кишки (А60.1);
- аногенітальна герпетична інфекція неуточнена (А60.9).

### Первинне інфікування
Спостерігають в осіб, які не мають антитіл ані до ВПГ-1, ані до ВПГ-2, і це відбувається при першому контакті людини з ВПГ. Первинний герпес спостерігають частіше у дітей в віці від 6 місяців до 5 років (як правило це ВПГ-1-інфікування), коли з крові дитини починають зникати протигерпетичні антитіла, що були передані від матері. Первинне інфікування у 80 % осіб має безсимптомний характер, проте в окремих випадках може проявлятися клінічно (загальноінтоксикаційний синдром окремо або в поєднанні з локальним ураженням).
Інкубаційний період триває від 4 до 12 діб при всіх шляхах зараження.

### Герпетична екзема
Розвивається у хворих з хронічними захворюваннями шкіри, найчастіше з екземою. На фоні вже ураженої шкіри з'являється герпетичний висип часто з геморагічним вмістом, що поєднується із симптомами загальної інтоксикації та реґіонарним лімфаденітом.

### Герпетичний везикульозний дерматит

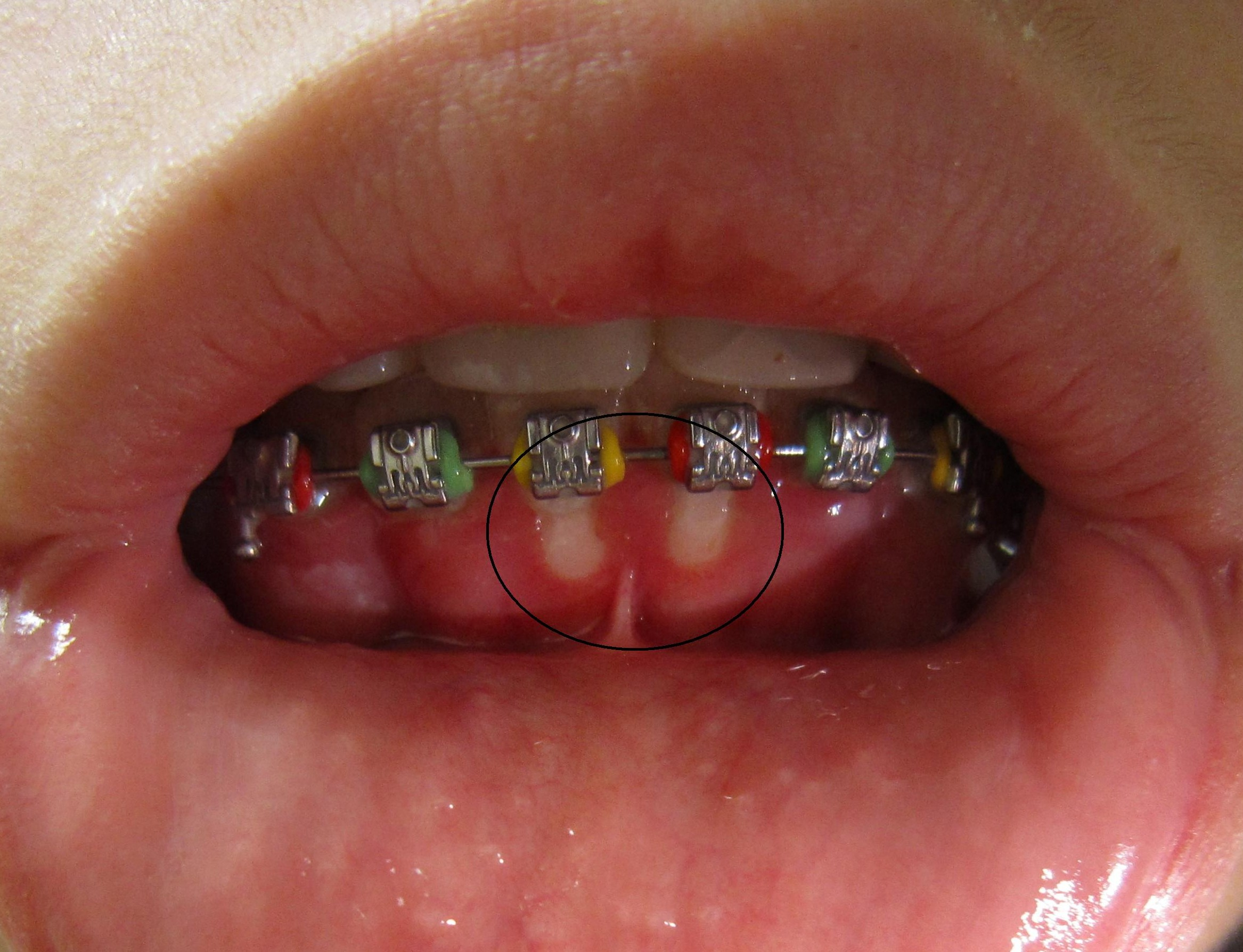
Герпетичний гінгівостоматит (місце ураження обведено овалом).

Таке ураження на облямівці губ виникає найчастіше. Перед появою висипу в ділянці облямівки губ з'являється відчуття печіння, напруження, біль та гіперемія. Потім виникають пухирці (одиночні або групові), вміст яких згодом каламутніє. Після розкриття пухирців утворюються поверхневі ерозії, які потім вкриваються кіркою. Іноді пухирці підсихають без розкривання. Рубців й інших дефектів шкіри у місці ураження не залишається. Герпетичне ураження облямівки губ може поєднуватися з ураженням шкіри біля входу до носа, де з'являються подібні пухирці.
Ураження інших ділянок шкіри виникає в результаті безпосереднього потрапляння вірусу в пошкоджену шкіру. Так у осіб, які беруть участь у контактних видах спорту (боротьба, бокс, регбі, футбол тощо), іноді розвиваються ураження, які спричинює ВПГ-1, відомі як «герпес гладіаторів», «килимовий герпес», «герпес борців», «віспа сутички» та ін., що проявляються пухирцевим ураженням шкіри на обличчі, вухах чи шиї. Симптоми включають гарячку, головний біль, нерідко поєднуючись з орофарінгеальними ураженнями. Іноді процес при цьому охоплює й очі та повіки.

### Герпетичний гінгівостоматит
Є найчастішим проявом первинного інфікування. Хвороба починається із загальнотоксичних проявів, на фоні яких на гіперемованій слизовій порожнини рота з'являються невеликі прозорі пухирці (від поодиноких до тотального ураження всієї слизової оболонки рота й задньої стінки глотки). Через 1-3 дні на місці пухирців, які лопаються, утворюються численні поверхневі ерозії, які обумовлюють печіння та біль. Гарячка може тривати до 1 тижня, ерозії епітелізуються за 1-2 тижні. У дорослих інфекція, яку спричинює ВПГ-1, зумовлює герпетичний фаринготонзиліт частіше, ніж гінгівостоматит. З'являється гарячка, нездужання, головний біль і дискомфорт у горлі. З'являються пухирці, які швидко лопаються з утворенням виразкових уражень із сіруватим ексудатом на мигдаликах і задній стінці глотки. Поєднання з оролабіальним герпесом відбуваються менше ніж у 10 % хворих. Інфекція, яку спричинює ВПГ-2, що пов'язана з орогенітальним контактом, може зумовлювати такі ж симптоми і відбуватися одночасно з генітальним ураженням.

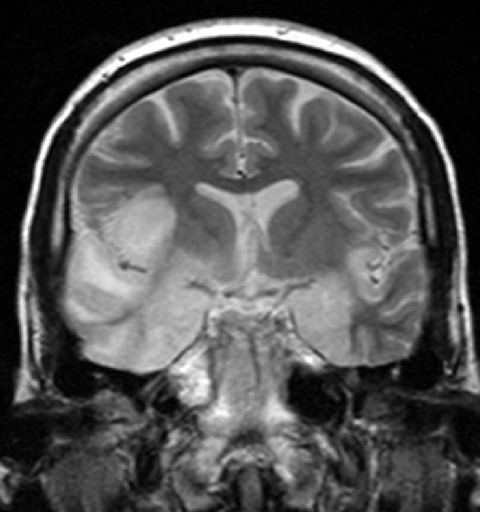
Герпетичний енцефаліт — на магнітно-резонансовій томограмі вогнищеві утворення у вигляді округлих підвищень щільності сигналу у правій скроневій ділянці, поблизу від гіппокампа.

### Герпетичний менінгіт (асептичний) і енцефаліт
Діагностують на тлі герпетичної інфекції іншої локалізації. Перебіг сприятливий, нетяжкий, з нерізкими менінгеальним знаками, можливим головним болем, фотофобією. Герпетичний енцефаліт у дорослих спостерігають частіше на фоні шкірно-слизових уражень. Розпочинається гостро, раптово, з високої гарячки. З'являються психоемоційні порушення, іноді судоми, вогнищеві неврологічні симптоми, парези та паралічі.

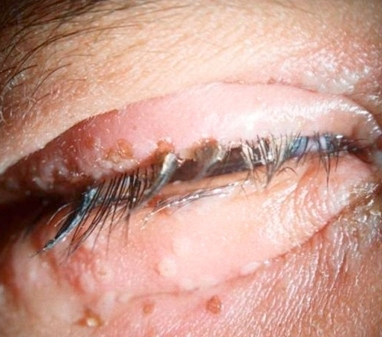
Герпетичний блефарит: набряк, еритема, ерозії повік.

### Герпетична хвороба очей
Може проявлятися фолікулярним кон'юнктивітом, блефаритом, іритом та іридоциклітом, поверхневим деревоподібним кератитом, кератокон'юнктивітом, переднім увеїтом, іноді — виразкою рогівки. У хворих з імунодефіцитом часто виникає хоріоретиніт.

### Дисемінована герпетична хвороба
Є наслідком вірусемії. Ураження охоплюють різні органи, тому поєднання їх у різних хворих можуть бути індивідуальною особливістю.

### Інші форми герпетичної інфекції

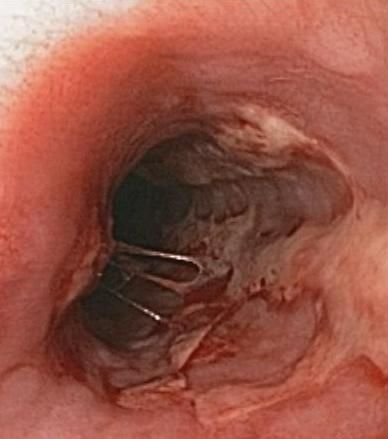
Герпетичне ураження стравоходу (картина при фіброгастроскопії).

- Герпетичний езофагіт може бути наслідком поширення вірусу з ротоглотки або проникнення вірусу в слизову оболонку по блукаючому нерву (при реактивації інфекції). З'являється біль за грудниною, дисфагія, знижується маса тіла. При ендоскопії виявляють запалення слизової оболонки з утворенням поверхневих ерозій переважно в дистальному відділі стравоходу.
- Герпес новонароджених виникає в результаті внутрішньоутробного інфікування переважно ВПГ-2. Перебігає тяжко з поширеними ураженнями шкіри, слизових оболонок порожнини рота, очей і ЦНС. Відбувається й ураження також внутрішніх органів. У більшості випадків герпетична інфекція перебігає генералізовано із залученням до процесу головного мозку.
- Генералізована герпетична інфекція може спостерігатися не тільки у немовлят, але й в осіб з вродженими чи набутими імунодефіцитами (хворі на лімфогранулематоз, гематологічні захворювання, новоутворення, які отримують хіміотерапію, глюкокортикостероїди, імунодепресанти, а також ВІЛ-інфіковані). Хворобу характеризує тяжкий перебіг, ураження багатьох органів і систем. Характерні поширені ураження шкіри і слизових оболонок, розвиток герпетичного енцефаліту або менінгоенцефаліту, гепатиту, а іноді й пневмонії.
- Герпес у ВІЛ-інфікованих розвивається зазвичай в результаті активації до того латентної герпетичної інфекції, при цьому захворювання швидко набуває генералізованого характеру. Ознаками генералізації є поширення вірусу по слизовій оболонці з порожнини рота на слизову оболонку стравоходу, трахею, бронхи з подальшим розвитком герпетичної пневмонії. Ознакою генералізації є також розвиток хоріоретиніту. Розвивається енцефаліт або менінгоенцефаліт. Ураження шкіри охоплюють різні ділянки шкіри. Герпетичний висип зазвичай не зникає, на місці герпетичних уражень формуються виразки шкіри. Герпетична інфекція у ВІЛ-інфікованих не має тенденції до самостійного виліковування.
- Герпетичний гепатит частіше розвивається в осіб з ослабленою імунною системою при гемоконтактній передачі. Підвищується температура тіла, з'являється жовтяниця, підвищується вміст білірубіну та активність АлАТ та АсАТ. Нерідко ознаки гепатиту поєднуються з проявами тромбогеморагічного синдрому.

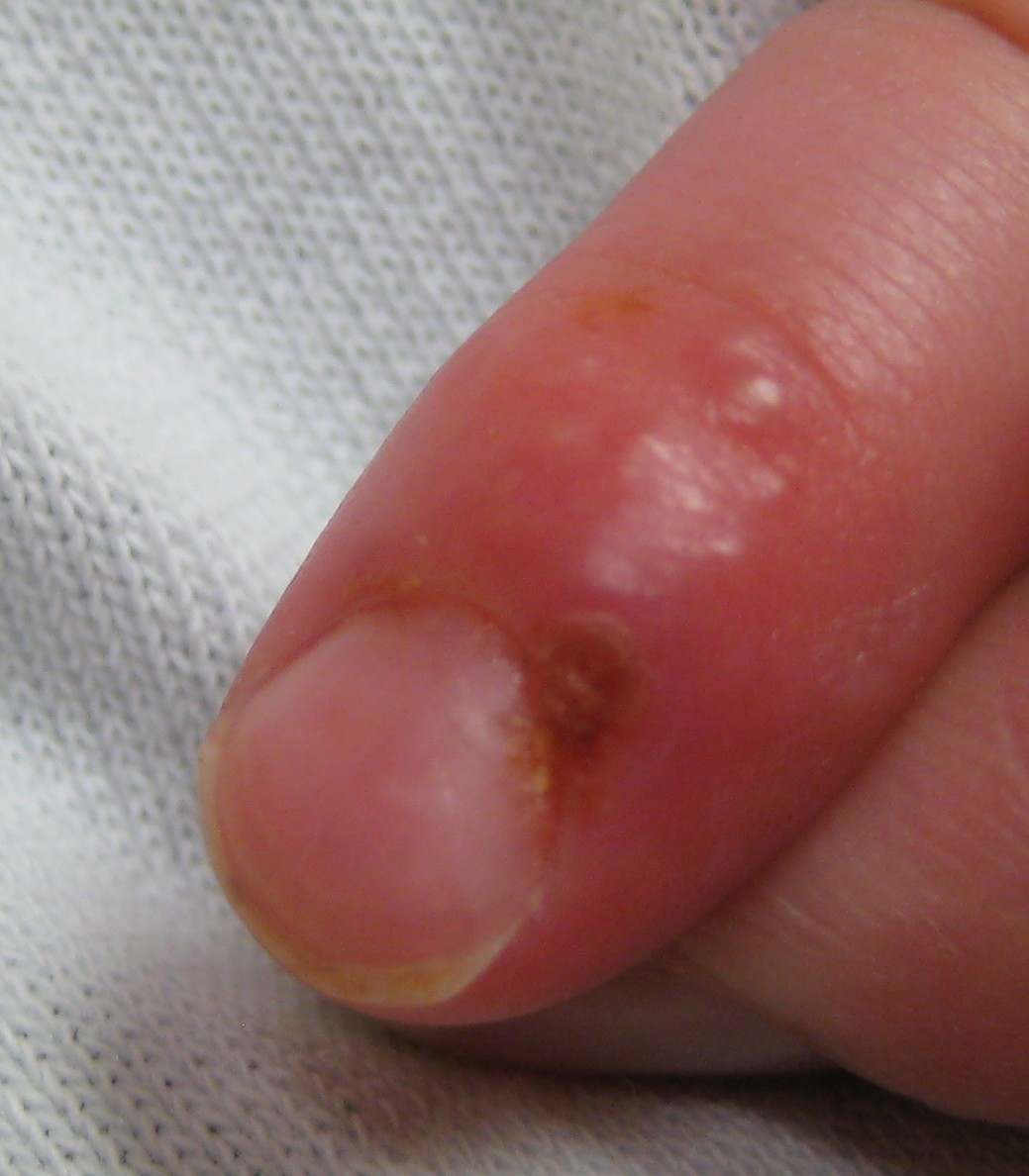
Герпетичний панаріций, спричинений вірусом простого герпесу.

- Герпетичний панарицій буває рідко. Уражається частіше один палець у ділянці «подушечки». Виникає біль, відчуття напруження, гіперемія, потім з'являються пухирці. Характерний загальнотоксичний синдром.

### Аногенітальна герпетична вірусна інфекція
Є однією з найпоширеніших форм герпетичної інфекції.

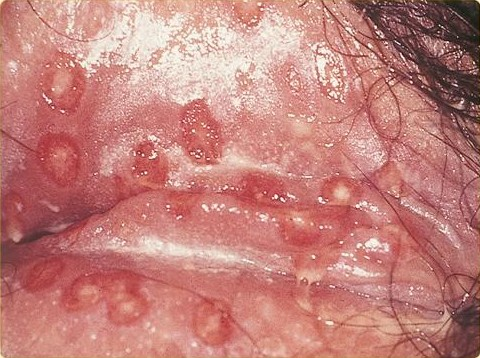
Генітальне ураження, яке спричинює вірус простого герпесу 2 типу.

- Первинне інфікування генітальним герпесом відбувається в період активного статевого життя. Частіше всього на первинний генітальний герпес хворіють люди у віці від 15 до 35 років. У переважній більшості випадків генітального герпесу інфікуючим агентом виступає ВПГ-2, проте у чверті випадків генітальний герпес спричинює ВПГ-1, що пояснюють побутовим та орогенітальним шляхами зараження.

Первинний генітальний герпес виникає через 1-10 днів після інфікування та відрізняється від наступних рецидивів тяжчим і тривалішим перебігом. Нові везикули можуть утворитися протягом 2 тижнів від появи перших альтерацій. Ерозії утворюються протягом першого тижня захворювання та зберігаються протягом наступного 2-го тижня клінічної маніфестації, наприкінці якого починають утворюватися кірки. Процес інкрустації завершується відпадінням кірок на 20-25-й день. Клінічний перебіг первинного генітального герпесу дуже часто супроводжується системною симптоматикою, включаючи підвищення температури тіла, гарячку, головний біль, нездужання та біль у м'язах. При розташуванні висипу на слизових оболонках реепітелізація закінчується в середньому до 20-ї доби. Упродовж цього періоду відбувається виділення вірусу з вогнища уражень, при цьому хворі є небезпечним джерелом ВПГ.
- Герпетичний проктит проявляється болем під час дефекації, тенезмами. Місцево спостерігають гіперемію параректальної ділянки з наявністю везикул та ерозій.

## Ускладнення
Часто відбувається інфікування ранових поверхонь з розвитком гнійно-запальних процесів аж до виникнення сепсису. Іноді захворювання ускладнює кахексія, тяжкі неврологічні порушення, мозкова кома, синдром внутрішньосудинниого згортання, викидні та мертвонародження, погіршення або втрата зору.
В імунокомпетентних осіб герпетична інфекція перебігає частіше сприятливо, однак з можливими рецидивами. Тяжкий перебіг, який спричинює високу летальність, спостерігають у новонароджених та ВІЛ-інфікованих.

## Діагностика
Ґрунтується на сукупності анамнестичних, клінічних (характерні болючі везикульозні висипання, різного ступеню виразності інтоксикаційний синдром з гіпертермією, ураження внутрішніх органів — при імунодефіциті та у немовлят), лабораторних даних. У загальному аналізі крові під час активності клінічного процесу іноді визначають незначну лейкопенію з лімфомоноцитозом. При тяжкому перебігу знижується кількість тромбоцитів, іноді спостерігають помірну анемію. ШОЕ збільшується помірно. При герпетичному уретриті можуть виявляти мікрогематурію та лейкоцитурію. За наявності менінгеального синдрому лікворний тиск підвищується, визначають помірний лімфоцитарний цитоз (збільшення клітин у лікворі за рахунок лімфоцитів). При ураженні печінки підвищується активність амінотрансфераз, рівень білірубіну. Відповідно до локалізації ураження проводять езофаго-, офтальмо-, лариного-, уроскопію, вагінальне дослідження та залучають фахівців відповідного профілю.

### Специфічна діагностика
Методи її можна розділити на дві групи:
- прямі (дозволяють виявити в біологічних рідинах і тканинах віруси);
- непрямі (дозволяють зареєструвати специфічну імунну відповідь на інфекцію).

До прямих методів діагностики належать:
- проста або електронна мікроскопія,
- полімеразно-ланцюгова реакція (ПЛР),
- культуральний метод.

Ці методи є високоспецифічними, достовірними, однак дороговартісними.
До непрямих методів належать:
- реакція зв'язування комплементу,
- ІФА (імуноферментний аналіз) із визначенням специфічних IgM- та IgG-антитіл,
- РІФ (реакція імунофлюоресценції),
- реакція латекс-аглютинації,
- визначення антитіл до специфічних антигенів.

Методи цієї групи є менш специфічними та вірогідними, однак відносно дешеві та можуть бути використані як скринінгові дослідження. Позитивні результати непрямих методів бажано перевіряти в динаміці з використанням «парних сироваток» та верифікувати прямими методами. Необхідно пам'ятати, що будь-які лабораторні тести в обов'язковому порядку слід оцінювати тільки з врахуванням клінічних та анамнестичних даних.

## Лікування
Хворих з легким неускладненим перебігом лікують у домашніх умовах. Госпіталізації підлягають хворі з тяжкими формами герпетичної інфекції. Терапію герпесвірусних інфекцій поділяють на:
- лікування клінічних проявів (або первинного прояву, або прояву клінічного рецидиву);
- протирецидивне лікування.

### Терапія клінічних проявів
Полягає у топічному або системному призначенні протигерпетичних хіміопрепаратів: ацикловіру по 0,2 г 5 разів на добу протягом 10-14 днів, валацикловіру по 0,5-1 г 2 рази на добу протягом 10-14 днів. Паралельно призначають мазі ацикловіру чи пенцикловіру місцево. Фамцикловір по 0,25 г 3 рази на добу протягом 10-14 днів переважно при ураженні, яке спричинює ВПГ-2. Метою лікування первинного чи рецидивного клінічного прояву є скорочення терміну наявності об'єктивних та суб'єктивних симптомів.

### Протирецидивне лікування
Включає декілька підходів:
- тривалі, безперервні курси ацикловіру (супресивна протигерпетична терапія). Ацикловір призначають місяцями і роками, безперервними курсами у підтримуючих дозах (0,8 г на добу);
- імунотерапія протигерпетичними вакцинами (в Україні зареєстровано рідку інактивовану культуральну вакцину для профілактики часто рецидивуючого генітального герпесу);
- терапія імуномодулюючими препаратами.

Патогенетичну терапію визначають наявність, характер та вираженість порушень на тлі патологічного процесу.

## Профілактика
Хворих з клінічно—маніфестними формами інфекції варто не допускати до роботи з дітьми, особливо новонародженими. З метою профілактики генітального герпесу слід використовувати презервативи. Для зменшення ймовірності зараження новонародженої дитини від матері за наявності у неї генітального герпесу показано кесарів розтин. Специфічна профілактика профілактичними вакцинами не розроблена.
Правила, яких хворий на простий герпес повинен дотримуватись, щоб запобігти зараженню своїх близьких:
- Ретельно мити руки після контакту з ураженою герпесом ділянкою шкіри.
- Обов'язково користуватися особистими предметами гігієни і зберігати їх окремо від інших.
- Після туалету необхідно продезинфікувати сидіння унітазу (вірус живе до 4 годин на пластику).
- При активних проявах генітального герпесу необхідно утримуватись від статевих контактів.
- Усі інфіковані генітальним герпесом навіть за відсутності зовнішніх симптомів повинні користуватися презервативами, які значно знижують ризик зараження партнера.

Для полегшення симптомів герпетичної інфекції рекомендують наступне:
- Не торкатися пухирців і ранок на шкірі.
- Часто мити руки, щодня чистити нігті.
- Не носити тісний одяг, адже погана циркуляція повітря може сповільнити загоєння шкіри.